# Velké Hamry
Velké Hamry är en stad i Tjeckien.   Den ligger i regionen Liberec, i den norra delen av landet, 90 km nordost om huvudstaden Prag. Velké Hamry ligger 411 meter över havet och antalet invånare är 2 754.
Terrängen runt Velké Hamry är huvudsakligen lite kuperad. Velké Hamry ligger nere i en dal. Runt Velké Hamry är det ganska tätbefolkat, med 65 invånare per kvadratkilometer. Närmaste större samhälle är Jablonec nad Nisou, 10,2 km väster om Velké Hamry. I omgivningarna runt Velké Hamry växer i huvudsak blandskog.